# Marine Plain
Marine Plain (englisch für Meeresebene) ist eine 3 km lange und 1 km breite Ebene an der Ingrid-Christensen-Küste des ostantarktischen Prinzessin-Elisabeth-Lands. Sie liegt zwischen den Kopfenden des Krok-Fjords und seiner Nebenbucht Adamson Bay auf der Mule-Halbinsel in den Vestfoldbergen. Die Ebene ist von Geröll bedeckt, das Sedimente aus Kieselalgen überlagert. Auf ihr befinden sich einige wenige kleine Seen und Senken.  Sie gehört zu den besonders geschützten Gebieten in der Antarktis (ASPA #143).
Australische Wissenschaftler benannten sie nach den hier gefundenen fossilen Überresten mariner Kieselalgen, von Weichtieren, Walen und Delfinen.